# Valentín Paniagua
Valentín Demetrio Paniagua Corazao (23. září 1936, Cuzco – 16. října 2006, Lima) byl peruánský advokát, politik, který zastával v letech 2000–2001 úřad prezidenta Peru.

## Biografie
Vystudoval právo na Universidad Nacional San Antonio Abad del Cusco (UNSAAC). Úřad prezidenta Peru zastával velice krátce, a to od 22. listopadu 2000 do 28. července 2001.
Se svojí manželkou Nildou Jarou měl čtyři děti.

## Vyznamenání
- velkokříž Květnového řádu – Argentina
- velkokříž s řetězem Řádu andského kondora – Bolívie
- velkokříž Řádu za zásluhy – Chile
- velkokříž s řetězem Řádu Boyacá – Kolumbie
- velkokříž Řádu peruánského slunce – Peru